# الأخوات الثلاث (أستراليا)
الأخوات الثلاث أو الشقيقات الثلاث (بالإنجليزية: The Three Sisters)‏ عبارة عن تشكيل صخري غير عادي في الجبال الزرقاء، ولاية نيوساوث ويلز، أستراليا. يبلغ ارتفاع الأخوات الثلاث 922 و 918 و 906 أمتار من الأعلى إلى القاعدة وتعرف باسم مهني (بالإنجليزية: Meehni)‏، ويملة (بالإنجليزية: Wimlah)‏، وغونيدو (بالإنجليزية: Gunnedoo)‏ على التوالي. تشكلت الأخوات الثلاث من الحجر الرملي بواسطة قوى التآكل الطبيعية على مدى ملايين السنين، ولها أهمية ثقافية كبيرة في قصص السكان الأصليين لمجتمعات غوندونغورا (بالإنجليزية: Gundungurra)‏ ودروغ (بالإنجليزية: Darug)‏. يمكن مشاهدة التشكيلات عبر إطلالة ايكو بونت (بالإنجليزية: Echo Point Lookout)‏ في كاتومبا، والتي توفر مناظر بانورامية، أو بواسطة العبور بواسطة السلم العملاق (بالإنجليزية: Giant Stairway)‏ والذي يتيح تجربة فريدة. اعترافًا بالقيمة العالمية للمعلم، تم تصنيف منطقة الجبال الزرقاء الكبرى، بما في ذلك الأخوات الثلاث، كموقع للتراث العالمي لليونسكو في عام 2000. كما تم تنفيذ تدابير الحفظ، التي تركز على السياحة المستدامة والحد الأدنى من التأثير البشري، للحفاظ على هذه الأعجوبة الطبيعية.

## التكوين
تشكلت الأخوات الثلاث بسبب تآكل الأرض منذ حوالي 200 مليون عام خلال فترة العصر الترياسي عندما تآكل الحجر الرملي للجبال الزرقاء بمرور الوقت بسبب الرياح والأمطار والأنهار، مما تسبب في تكسير المنحدرات المحيطة بوادي جاميسون ببطء.
عندما غُطيت الجبال الزرقاء بمياه البحر، حمل المحيط كميات كبيرة من الرواسب التي غرقت تدريجياً إلى الأرض في طبقات عرضية. خلقت هذه الطبقات فيما بعد طبقات الصخور والصخر الزيتي. منذ حوالي 200 مليون سنة، اندلعت البراكين من خلال طبقات الفحم والحجر الرملي والصخر الزيتي، لتشكل التلال وشكل الأخوات الثلاث.

## أسطورة السكان الأصليين
الأسطورة الشائعة عن الأخوات الثلاث هي أن ثلاث أخوات مهني، وويملة، وغونيدو، عاشوا في وادي جاميسون كأعضاء في قبيلة كاتومبا. وقعوا في حب ثلاثة رجال من قبيلة نيبين المجاورة، لكن الزواج كان محظورًا بموجب القانون القبلي. لم يكن الإخوة سعداء بقبول هذا القانون ولذلك قرروا أسر الأخوات الثلاث. نشبت معركة قبلية كبرى، وقام أحد كبار السن بتحويل الأخوات إلى حجر لحمايتهن، لكنه قُتل في المعركة ولم يستطع أحد إعادتهن.
يُزعم عمومًا أن هذه الأسطورة هي أسطورة أسترالية من السكان الأصليين في مايعرف بزمن الحلم. ومع ذلك، يمكن إرجاع الأسطورة كما يقال عادة إلى التلميذة باتريشيا ستون البالغة من العمر 16 عامًا والتي لا تنتمي للسكان الأصليين، حيث أعطت التشكيلات أسماء "السكان الأصليين".
تم إعلان الأخوات الثلاث مكانًا للسكان الأصليين في يناير 2014، مما يجعلها المركز 98 في نيوساوث ويلز التي تم إعلانها على هذا النحو.

## معرض الصور

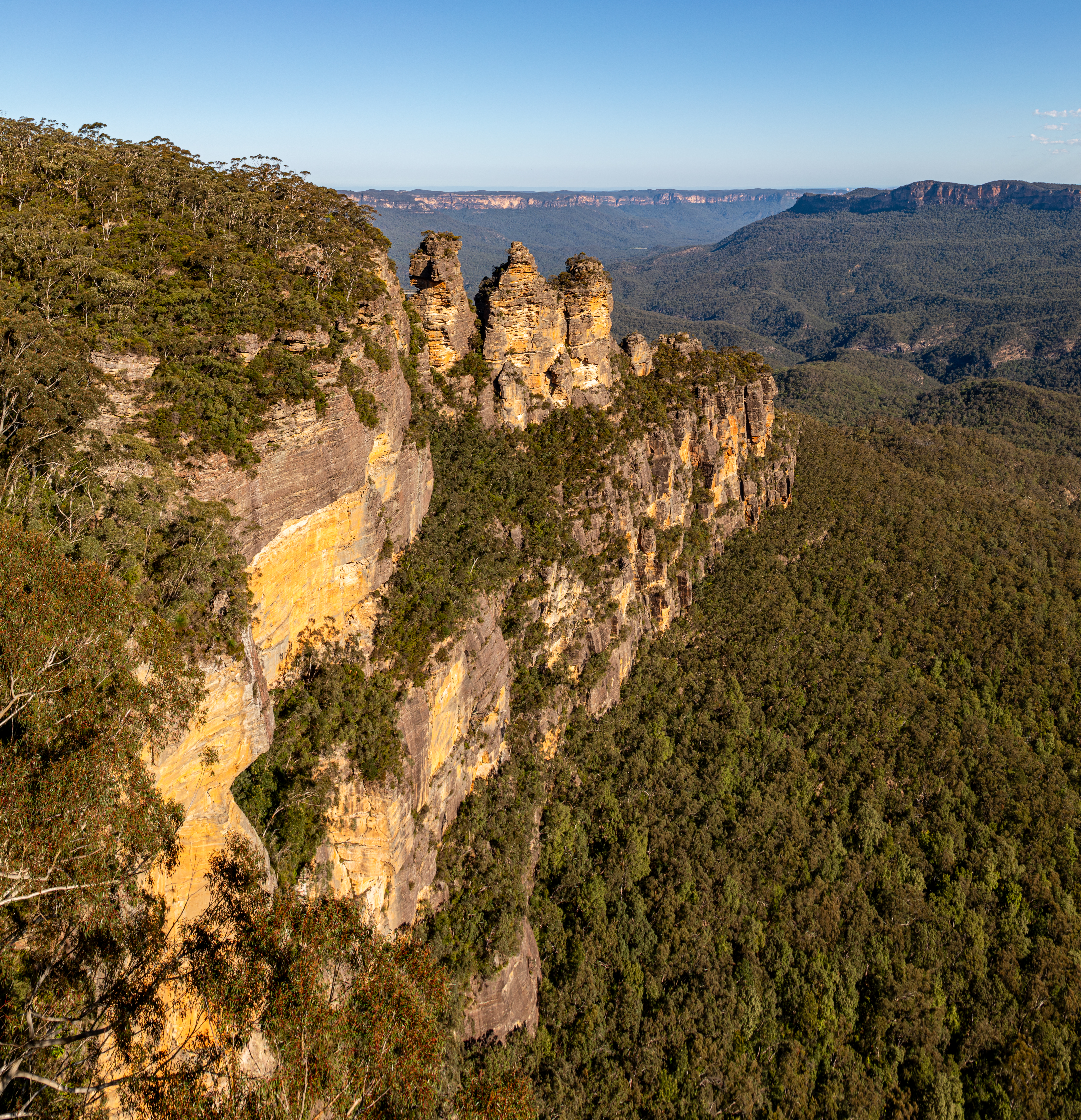
منظر الأخوات الثلاث
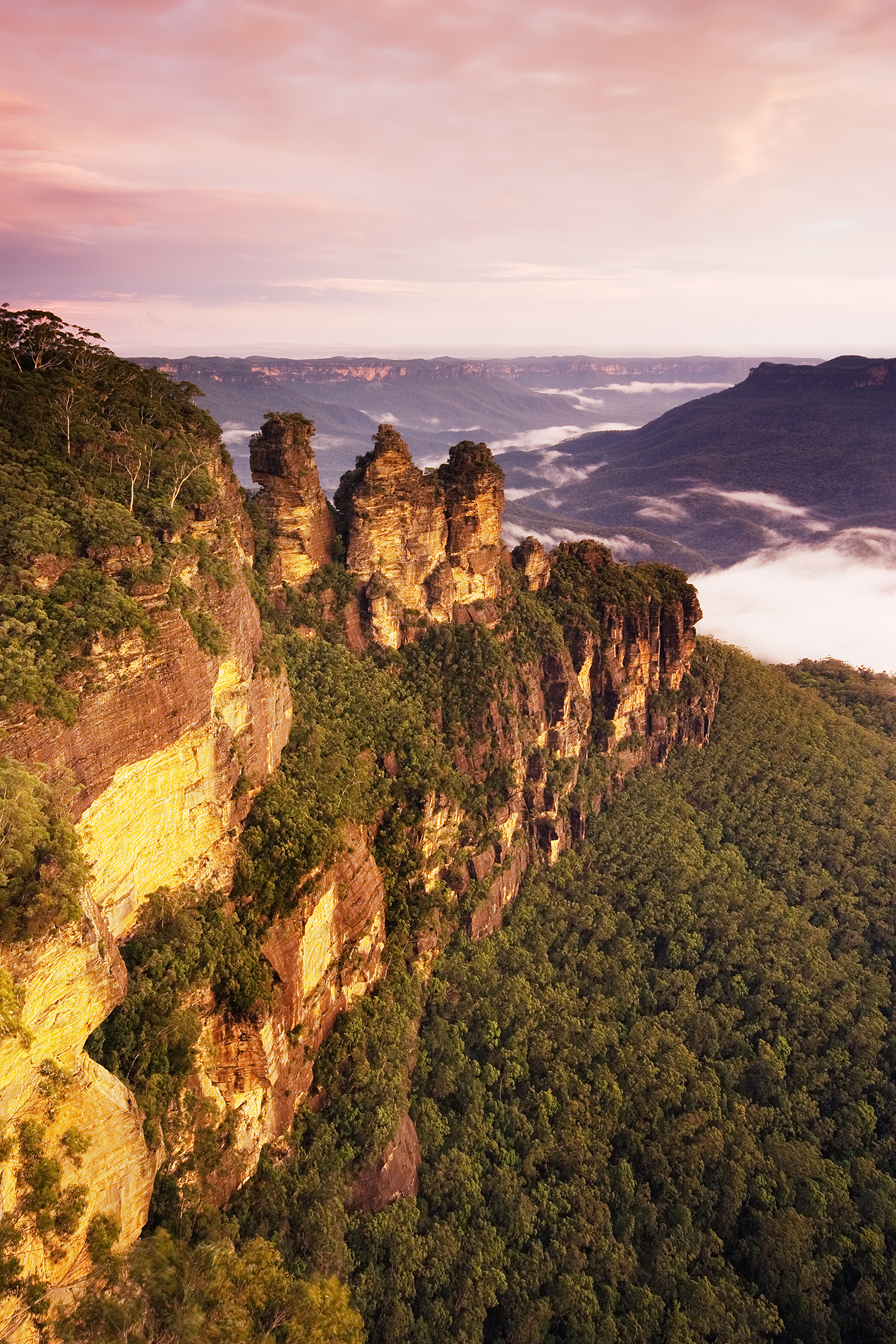
الأخوات الثلاث لحظة الغروب
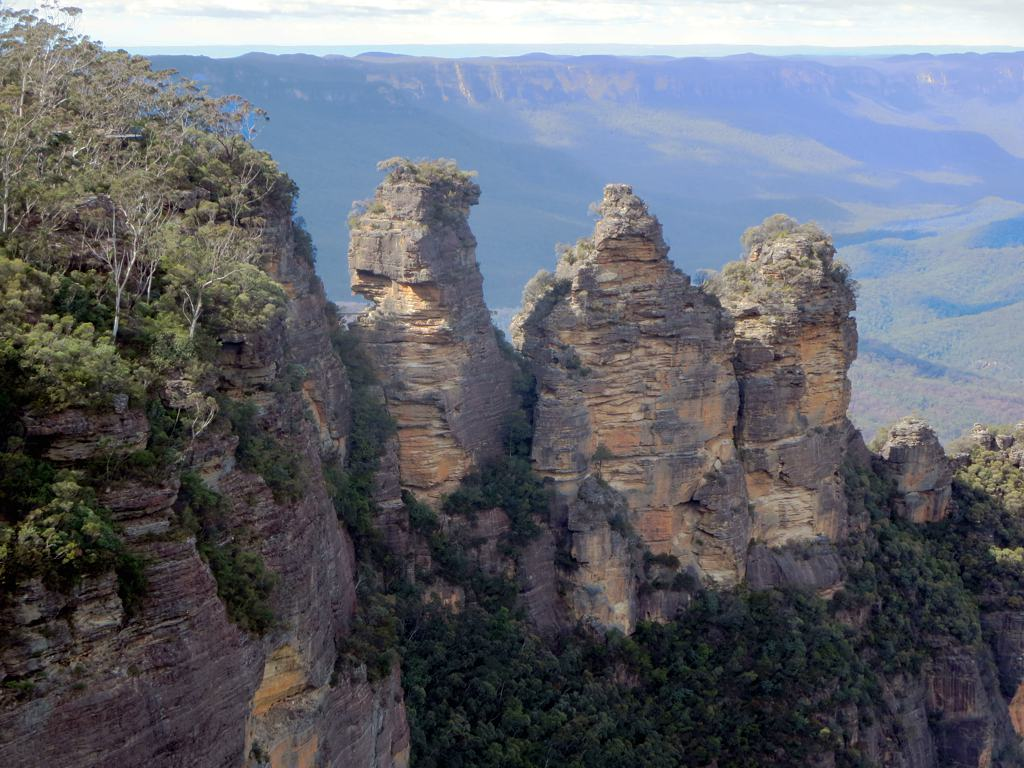
صورة مقربة للأخوات الثلاث
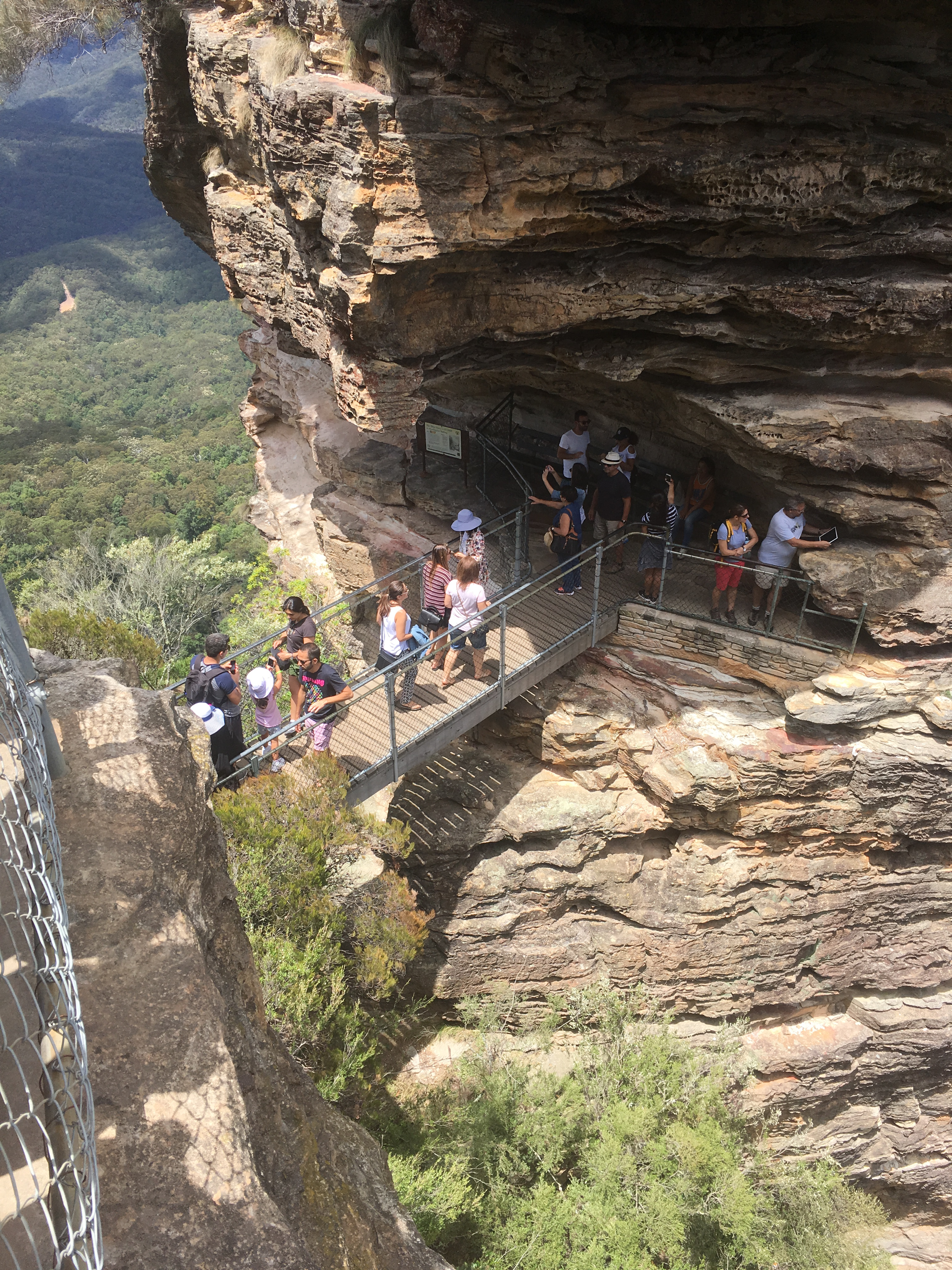
السلم العملاق